# Alpharetta
Alpharetta és una població dels Estats Units a l'estat de Geòrgia. Segons el cens del 2008 tenia 49.903 habitants.

## Demografia
Segons el cens del 2000, Alpharetta tenia 34.854 habitants, 13.911 habitatges, i 8.916 famílies. La densitat de població era de 630 habitants per km².
Cap de les famílies estaven per davall del llindar de pobresa.

## Poblacions més properes
El següent diagrama mostra les poblacions més properes.